# Charles Kieffer (sportif)
Pour les articles homonymes, voir Charles Kieffer et Kieffer.
Charles Kieffer, né le 11 août 1910 à Philadelphie et mort le 8 novembre 1975 à Quakertown, est un rameur d'aviron américain.

## Palmarès

### Jeux olympiques
- Los Angeles 1932
  -  Médaille d'or en deux barré[1].